# Gülden Kayalar
Gülden Kayalar (Samsun, 5 dicembre 1980) è una pallavolista turca.
Gioca nel ruolo di libero nell'Eczacıbaşı Spor Kulübü.

## Carriera
La carriera di Gülden Kayalar inizia nel 1990, tra le file del Ladik Spor Kulübü, club della sua città, Samsun. Dopo aver vestito la maglia del DSİ Spor, ha esordito nella Voleybol 1. Ligi nella stagione 2002-03, giocando prima per il Şanlıurfa Gençlik Spor e poi per l'Ankara Numune Spor. Al termine della stagione, viene convocata per la prima volta in nazionale, con cui partecipa al campionato europeo, dove vince la medaglia d'argento e riceve il premio per la miglior difesa.
Sempre nel 2003, viene ingaggiata dall'Eczacıbaşı Spor Kulübü, con cui vince quattro volte il campionato turco, tre volte la Coppa di Turchia, due volte la Supercoppa turca, la Champions League 2014-15 e due campionati mondiali per club. Nel 2005 vince con la nazionale la medaglia d'oro ai XV Giochi del Mediterraneo e viene premiata come miglior ricevitrice al campionato europeo. Nel 2009 vince la medaglia d'argento alla European League, mentre nel 2001 vince il bronzo al campionato europeo 2011 ed al World Grand Prix 2012.

## Palmarès

### Club
- Campionato turco: 4

2005-06, 2006-07, 2007-08, 2011-12
- Coppa di Turchia: 3

2008-09, 2010-11, 2011-12
- Supercoppa turca: 2

2011, 2012
- Campionato mondiale per club: 2

2015, 2016
- Champions League: 1

2014-15

### Nazionale (competizioni minori)
- Giochi del Mediterraneo 2005
- European League 2009

### Premi individuali
- 2003 - Campionato europeo: Miglior difesa
- 2005 - Campionato europeo: Miglior ricevitrice
- 2012 - Voleybol 1. Ligi: Miglior libero
- 2012 - World Grand Prix: Miglior ricevitrice
- 2013 - Voleybol 1. Ligi: Miglior libero
- 2015 - Champions League: Miglior libero